# Abraxas

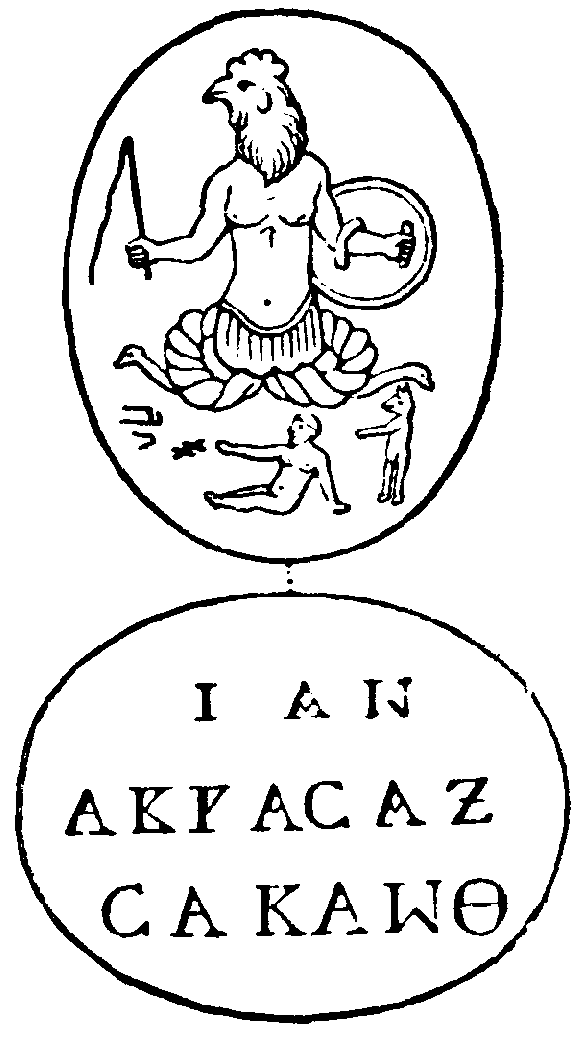
Abraxas

Az Abraxas, Abrasax vagy Abracax, homályos eredetű, babonás jelentésű szó, melyet többféleképp magyaráznak. Némelyek szerint az abrak és sex (szadzsi) egyiptomi szókból származik és „szent szó”, „áldott név” az értelme; mások szerint Abrasax a helyesebb formája és a görög számjelekből magyarázható meg olyképpen, hogy: A = 1, b = 2, r = 100, a = 1, s = 200, a = 1, x = 60 (a görög betűk számbeli értéke), ami összesen 365-öt ad, az év napjainak számát.
A titokzatos jelentésű szót a legtöbb mágus és alkimista használta, mint bűvös igét.

## Abraxas-gemmák
Az Abraxas-gemmák a római császárkorban igen elterjedt, amulettként használt mágikus gemmák. Az Abraxas-gemmák egy csoda-alakot ábrázoltak, rajta a bűvös erejű Abraxas szóval, görög írásban.
Az alaknak emberi törzse volt, ember karokkal, kakasfeje, a lábai pedig kígyók voltak; az alak egyik kezében korbácsot, a másikban koszorút tartott. A gnosztikus szekták az Abraxas-gemmák mintájára a középkorban talizmánokat csináltak, amelyek a legtöbb baj ellen megóvták hordozójukat.

## Kapcsolódó szócikk
Abrakadabra